# おおたうに
おおた うに（1974年2月17日 - ）は、神奈川県出身のイラストレーター。日本大学藝術学部放送学科卒。ファッションを題材にイラストを描くことが多い。イラストの横に、手書き文字でコメントや説明文が書き添えられているのが特徴。

## 著作
- 「チェリーコーク」(STANDARD MAGAZINE 2001/07/01)
- 「うにっき」(STANDARD MAGAZINE 2002/06/01)
公式ホームページで掲載された日記に、書き下ろしイラストを加えた内容。
- 「うにっき2」(STANDARD MAGAZINE 2002/12/01)
- 「うにっき3」(STANDARD MAGAZINE 2003/06/01)
- 「うにっきア・ラ・モード」(ソニ-・ミュ-ジックソリュ-ションズ 2004/02/01)
- 「babyうにっき」（「うにっき」の文庫版） (フリュー 2004/03/01)
- 「うにっきabout my happy days when I come30」（幻冬舎 2006/03/01 ）
- 「うにっき―girls be ambitious! 」 (幻冬舎2007/11/01)
- 「うにっき―girls are made of sugar,spice and all that’s nice!!」(幻冬舎 2009/09/01)
- 「うにっき―Love is all! 」 (幻冬舎 2010/10/01)
- 「うにっき Life is a Journy」(幻冬舎 2012/09/27)
- 「リ・チェリーコーク」 (STANDARD MAGAZINE2002/11/01)
- 「ベリー☆ベリー☆チェリーコーク」(フリュー 2004/08/01)
- 「見た目診断」(産業編集センター 2004/11/18)
- 「シネマガール★スタイル」(フリュー 2005/07/01)
- 「夢みるおしゃレシピ」KADOKAWA(メディアファクトリー 2006/04/01)
- 「おしゃれTPO」(大和書房 2006/09/01)
- 「トーキョーガールのおめかし・デイト」 (ヴィレッジブックス2006/10/01)
- 「イナカノコ」(牧野出版 2007/02/01)
- 「ウニノコトノハ」(祥伝社 2008/03/07)
- 「乙女の教科書」(メディアファクトリー 2008/07/02)
- 「乙女の教科書（2）」(メディアファクトリー 2009/12/16)
- 「チェリーコーク bottle 1」(祥伝社 2008/12/12)
- 「Cherry Coke bottle2」(祥伝社 2013/04/23)
- 「love letters ラブレターズ」(ポプラ社 2010/12/15)
- 「おしゃれプリンセス ミューナ 」
- 「おしゃれプリンセス ミューナ　リボン☆マジック 」
- 「おしゃれプリンセス ミューナ　なかよしスイーツ♪ 」
- 「おしゃれプリンセス ミューナ　ともだちはおひめさま！？ 」
- 「和の色洒落色」 (メディアファクトリー2012/02/17)
- 「美女図鑑」(大和書房  2014/01/25)
- 「シネマdeモード」(朝日新聞出版 2015/1/20)
- おおたうにイラストブック『I'm a Fashion Groupie!』 (宝島社2015/11/24)
- Ladyのたしなみ(KADOKAWA 2016/2/27)